# Raushee Warren
Raushee Warren  (Cincinnati, Ohio, 1987. február 13. –) amatőr világbajnok amerikai ökölvívó.

## Amatőr eredményei
- 2004-ben a mezőny legfiatalabb tagjaként mindössze 17 évesen vett részt az olimpián, ahol már a selejtezők során kikapott a kínai Cou Si-mingtől.
- 2005-ben bronzérmes volt a világbajnokságon légsúlyban.
- 2007-ben világbajnok volt légsúlyban. A nyolcaddöntőben a Ázsiai Játékok-győztes Fülöp-szigeteki Violito Paylat, a negyeddöntőben az Európa-bajnok orosz Georgij Balaksint, az elődöntőben az azeri Samir Məmmədov és a döntőben a thaiföldi Somjit Jongjohor győzte le.